# Saint-Étienne-de-Valoux

Saint-Étienne-de-Valoux este o comună în departamentul Ardèche din sud-estul Franței. În 1 ianuarie 2022 avea o populație de 274 de locuitori.